# 兵部尚书
兵部尚書，中國古代官職名稱，職能相當於現代各國的國防部長和國防大臣。又稱司馬、武部尚書、大司馬、夏官尚書。

## 演變
曹魏時置五兵尚书，掌中兵、外兵、骑兵、别兵、都兵，晋代又增驾部、车部、库部等。隋唐始設兵部，成為六部之一，《新唐书·百官志一》：“兵部。尚书一人，正三品；侍郎二人，正四品下。掌武选、地图、车马、甲械之政。其属有四：一曰兵部，二曰职方，三曰驾部，四曰库部。”；尚書在秦漢時是少府屬官，初名尚書台；三國時代，尚書台脫離少府，成為全國政務總彙。
西魏、北周廢尚書省。隋唐後又恢復尚書省，龍朔二年（662年），改為司戎太常伯。咸亨元年（670年），復為兵部尚書。光宅元年（684年），改為夏官尚書。神龍元年（705年），復為兵部尚書。天寶十一載（752年）二月二十八日，改為武部尚書。至德二載（757年）二月五日，復為兵部尚書。高熲任尚書左僕射，成為最高行政首長，自此尚書省成為魏晉至宋的中央最高政府機構之一。
兵部尚書主兵籍、器仗，安史之亂後，中央政權削弱，尚書諸司成為閑曹，所謂“兵部無戎帳”“一飯而歸，竟日無事”。
宋初無職事，為文官遷轉階官，正三品。北宋神宗元豐改制后，為職事官，從二品。
明代正二品，清代從一品。明清时期雅称为“大司马”。

## 兵部尚書名人

### 隋朝
- 元岩
- 柳述
- 李圆通

### 唐朝
高祖
屈突通
任瓌
太宗
杜如晦
李靖
侯君集
长孙无宪
李世勣
崔敦礼
高宗
崔敦礼
唐临
任雅相
姜恪
崔余庆
裴熙载
李德懋
郝处俊
李虔绎
武后
岑长倩
武三思
欧阳通
杨执柔
王璿
娄师德
王孝杰
武攸宁
唐奉一
姚元崇
唐休璟
中宗
张柬之
魏元忠
豆卢钦望
宗楚客
韦嗣立
睿宗
李峤
姚元之
郭元振
李迥秀
玄宗
郭元振
姚崇
王晙
张说
萧嵩
李嵩
李祎
李林甫
牛仙客
李适之
陈希烈
哥舒翰
韦见素
肃宗
韦见素
郭子仪
李光弼
王思礼
李辅国
代宗
李辅国
来瑱
李抱玉
路嗣恭
德宗
路嗣恭
崔汉衡
卢杞
齐映
关播
董晋
顾少连
顺宗
王纯
宪宗
李巽
高郢
裴垍
郑余庆
王纯（王绍）
李绛
赵宗儒
穆宗
李绛
萧俛
李逢吉
郑絪
敬宗
郑絪
郭钊
段文昌
文宗
段文昌
崔群
牛僧孺
柳公绰
李德裕
王起
武宗
王起
李固言
郑肃
归融
宣宗
归融
令狐绹
苏涤
懿宗
萧邺
蒋係
夏侯孜
李讷
畢諴
牛藂
蒋伸
蕭倣
王铎
卢耽
韦保衡
僖宗
蕭倣
李珰
郑畋
卢携
郑从谠
王徽
裴澈
乐朋龟
杜让能
昭宗
刘崇望
张濬
徐彦若
张祎
崔远
陆扆
孙储
乐仁规
昭宣帝
崔远

### 宋朝
- 莊夏
- 張士遜
- 歐陽修
- 王庶
- 张齐贤
- 尤文獻

### 明朝
- 金忠
- 茹瑺
- 夏言
- 胡宗憲
- 丁汝夔
- 王在晉
- 崔呈秀
- 袁崇煥
- 梁廷棟
- 張鶴鳴
- 楊嗣昌
- 洪承疇
- 孫傳庭
- 陳新甲
- 張縉彥
- 史可法
- 盧象昇
- 王陽明
- 辛应乾

### 清朝
- 明珠
- 姚啟聖
- 和珅
- 明亮
- 陳孚恩
- 榮祿
- 于成龍